# Delonix leucantha
Delonix leucantha är en ärtväxtart som först beskrevs av René Viguier, och fick sitt nu gällande namn av Du Puy, Phillipson och Raymond Rabevohitra. Delonix leucantha ingår i släktet Delonix, och familjen ärtväxter.

## Underarter
Arten delas in i följande underarter:
- D. l. bemarahensis
- D. l. gracilis
- D. l. leucantha